# Guarujá Challenger 1984
Il Guarujá Challenger 1984 è stato un torneo di tennis facente parte della categoria ATP Challenger Series nell'ambito dell'ATP Challenger Series 1984. Il torneo si è giocato a Guarujá in Brasile dal 23 al 29 gennaio 1984 su campi in terra rossa.

## Vincitori

### Singolare
Givaldo Barbosa ha battuto in finale  Pedro Rebolledo con il punteggio di 6–4, 6–3

### Doppio
Marcos Hocevar /  Alexandre Hocevar hanno battuto in finale  Jaime Fillol /  Álvaro Fillol con il punteggio di 6–7, 6–4, 6–4